# Дузино Сан Микеле
Дузѝно Сан Микѐле (на италиански: Dusino San Michele; на пиемонтски: Dusin, Дузин) е село и община в Северна Италия, провинция Асти, регион Пиемонт. Разположено е на 264 m надморска височина. Населението на общината е 1041 души (към 2013 г.).